# Phatthalung
Phatthalung (Thai: พัทลุง) ist eine Stadt (เทศบาลเมืองพัทลุง) in der thailändischen Provinz Phatthalung. Sie ist die Hauptstadt des Landkreises (Amphoe) Mueang Phatthalung und der Provinz Phatthalung in der Südregion von Thailand.
Die Stadt Phatthalung hat 35.568 Einwohner. (Stand 2012)

## Geographie
Phatthalung liegt an den südlichen Ausläufern des Tenasserim-Gebirges auf der malaiischen Halbinsel. Östlich der Stadt befindet sich das etwa 1.250 km² große Süßwassermeer Thale Luang, das bei Songkhla in den Golf von Thailand eintritt. Die Umgebung zeigt Reisfelder, und auf der nahen Ebene erheben sich zwei Kalkfelsen, die von Höhlensystemen durchzogen sind, Ok Thalu und Hua Taek.
Die Entfernung zur Grenze nach Malaysia im Süden beträgt etwa 100 Kilometer.

## Wirtschaft und Bedeutung
Hauptprodukt der Landwirtschaft ist der Reis.

## Geschichte
Die Geschichte der Gegend um Phatthalung lässt sich bis in die Srivijaya-Zeit – also lange vor Sukhothai – zurückverfolgen. Entsprechende Funde in den Felsentempeln der nahen Umgegend sind noch heute zu bewundern.
Eine Legende besagt, dass die beiden charakteristischen Kalkfelsen der Stadt, Ok Thalu (durchbohrte Brust) und Hua Taek (abgebrochener Kopf) die Versteinerungen zweier eifersüchtiger Frauen sind, die sich um ihren Liebhaber prügelten.

## Sehenswürdigkeiten
- Wat Khuha Suwan – buddhistische Tempelanlage (Wat) nördlich der Stadt am Fuße eines steil aufragenden Kalkfelsens mit reichen Verzierungen und einer Grotte mit interessanten goldenen Buddhafiguren. Den Felsen kann man besteigen und hat einen herrlichen Blick auf die Stadt, das Gebirge und auf Thalee Luang.
- Wat Wang – Tempelanlage aus der frühen Rattanakosin-Zeit mit einem eleganten Chedi und schön erhaltenen Fresken.

## Sport
Die Stadt beherbergt das Mehrzweckstadion Phatthalung Province Stadium mit 4021 Plätzen.

## Persönlichkeiten
- Chokchai Chuchai (* 1988), Fußballspieler
- Adul Lahso (* 1986), Fußballspieler
- Teerapong Putthasuka (* 1987), Fußballspieler
- Teerapong Puttasukha (* 1987), Fußballspieler
- Nurul Sriyankem (* 1992), Fußballspieler